# Hôtel Cornette
L'hôtel Cornette (également connu comme hôtel Le Duc-Desnoues) est un hôtel particulier situé sur la place des Victoires à Paris, en France.

## Localisation
L'hôtel Cornette est situé dans le 2e arrondissement de Paris, au 12 place des Victoires. Il se trouve sur le côté nord de la place, entre l'hôtel Gigault de La Salle et la rue Vide-Gousset.

## Historique
L'hôtel date de la fin du XVIIe siècle.
L'édifice est classé au titre des monuments historiques en 1962.